# Szőc
Szőc (tyska: Sitz) är en ort (by) i provinsen Veszprém i västra Ungern. Orten har 462 invånare (2024), på en yta av 7,54 km². Den ligger cirka 10 kilometer sydväst om Ajka.